# جون كيلي (ملاكم)
جون كيلي (بالإنجليزية: John Kelly)‏ (مواليد 17 يناير 1932 في بلفاست - 29 ديسمبر 2016)، هو ملاكم محترف بريطاني سابق صنّف ضمن فئة وزن الديك.

## إحصائيات
خاض خلال مسيرته 28 نزالا، فاز في 24 وخسر في 4. فاز بالضربة القاضية في 14 نزالا.

## روابط خارجية
- جون كيلي على موقع بوكس ريك (الإنجليزية) (registration required)